# Edifici del Parlament d'Escòcia
L'edifici del Parlament Escocès (en anglès, Scottish Parliament Building, en gaèlic escocès, Pàrlamaid na h-Alba) és la seu del Parlament d'Escòcia. És al barri d' Holyrood, dins de la zona Patrimoni de la Humanitat de la Ciutat vella d'Edimburg.

## Construcció
Les obres, dissenyades per l'arquitecte català Enric Miralles van començar al juny de 1999 i els membres del Parlament Escocès el van utilitzar per primera vegada el dimarts, 7 de setembre de 2004. La reina Isabel II el va inaugurar oficialment el 9 d'octubre de 2004. Miralles va morir abans la fi de la construcció.
Des de 1999 fins a la inauguració l'any 2004, les sales de reunions i la càmera de debat del Parlament Escocès van tenir lloc a la Sala de l'Assemblea General de l'Església d'Escòcia al pujol The Mound a Edimburg. Les oficines administratives de suport al Parlament eren a edificis llogats per la batllia de la ciutat d'Edimburg. El nou edifici del Parlament Escocès va reunir tots aquests elements en un sol complex que alberga rls 129 diputats i on treballen més de mil persones.
Des del principi, l'edifici ha generat polèmica. L'elecció del lloc, l'arquitecte, el disseny i la companyia constructora han estat criticats per polítics, els mitjans i pels ciutadans d'Escòcia.
La inauguració era prevista l'any 2001 però va trigar fins a l'any 2004. A més, el cost de l'edifici, fou deu vegades superior al pressupostat. En lloc de 40 milions de lliures en va costar 431 milions, això és, uns 652 milions d'euros. Altres fonts parlen d'un cost final de 414 milions de lliures, en qualsevol cas, molt més que previst. Una gran investigació pública sobre l'administració de la construcció, dirigida per l'anterior Lord Advocate, Peter Fraser, es va crear el 2003. La recerca va concloure al setembre de 2004 i va criticar com es va conduir tot el projecte i la causa principal del sobrecost van ser canvis de disseny. Malgrat aquestes crítiques i una reacció del públic dividida, l'edifici va ser aplaudit per crítics d'arquitectura. L'edifici pretén una unió poètica entre el paisatge escocès, la  gent, la cultura i la ciutat d'Edimburg. Aquest enfocament va fer que l'edifici obtingués nombrosos premis incloent l'any 2005 el Premi Stirling. Ha estat descrit com «un tour de force de l'art i l'artesania i la qualitat sense paral·lel en els últims cent anys d'arquitectura britànica».

## Localització
Comprès en una àrea d'1,6 hectàrees i un perímetre de 480 metres, l'Edifici del Parlament d'Escòcia és a un quilometre a l'est del centre d'Edimburg, a la vora del nucli antic. Abans a aquesta parcel·la hi havia la fàbrica de cervesa Scottish and Newcastle que va ser demolida i va cedir el lloc al Parlament. L'edifici està delimitat al nord pel tram Canongate de la Royal Mile, a costat est hi ha Horse Wynd, amb l'entrada al públic; i Reid's Close al costat oest. Reid's Close connecta la Canongate amb Holyrood Road al costat sud-oest del complex per un petit carrer per a vianants a la qual dona la façana principal de l'edifici amb les finestres famoses.
Enfront del Parlament d'Edimburg, al costat oest, hi ha el Palau de Holyrood, que limita amb l'amplia extensió del Holyrood Park. Al sud del complex parlamentari hi ha els escarpats vessants de Salisbury Crags i Arthur's Seat. Les àrees de Holyrood i Dumbiedykes, a l'oest, han estat fortament urbanitzades des de 1998 amb nous hotels, comerços i oficines.

## Galeria

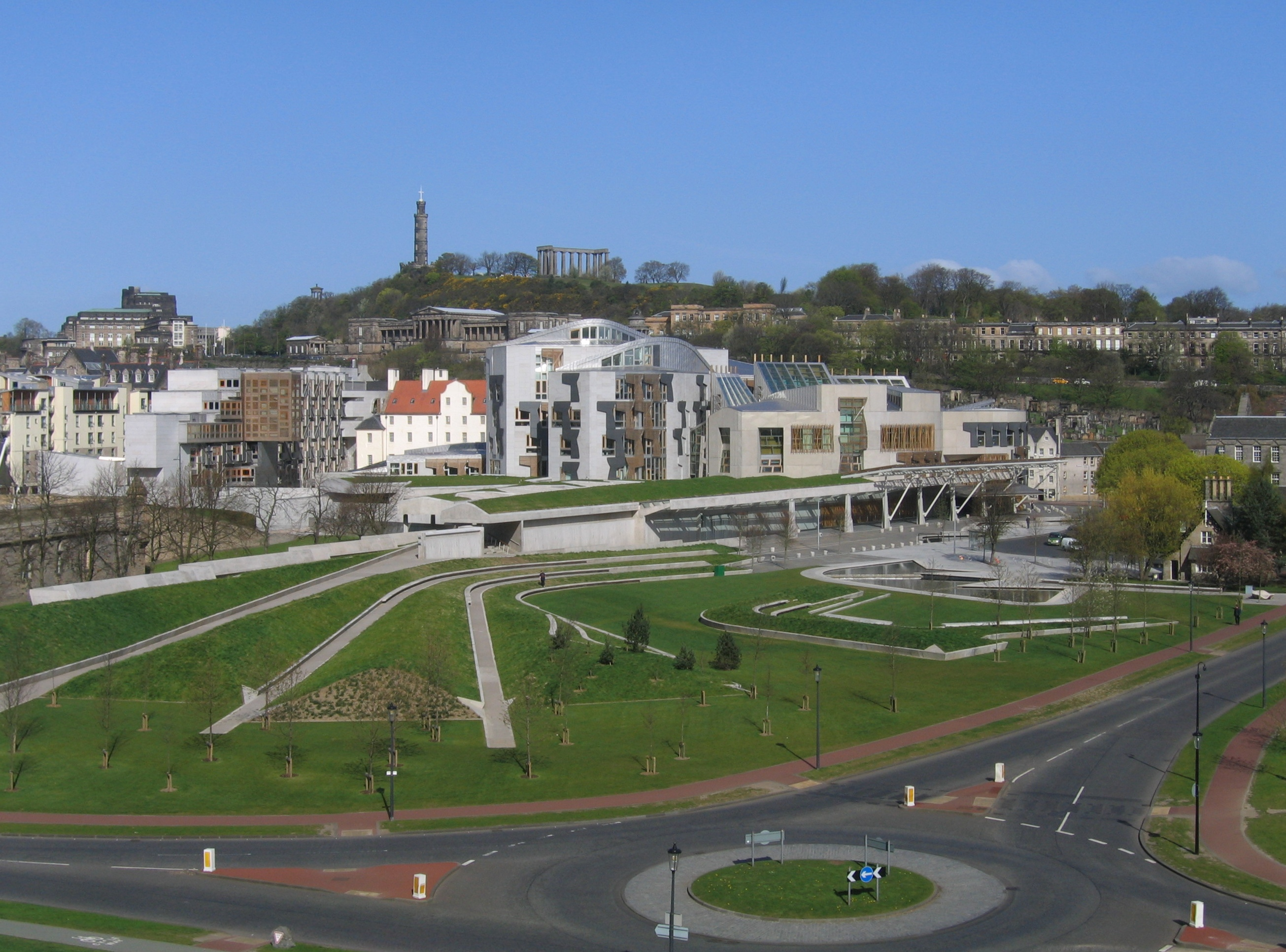
El nou Edifici del Parlament d'Escòcia a Holyrood dissenyat per l'arquitecte català Enric Miralles i inaugurat a l'octubre de 2004.
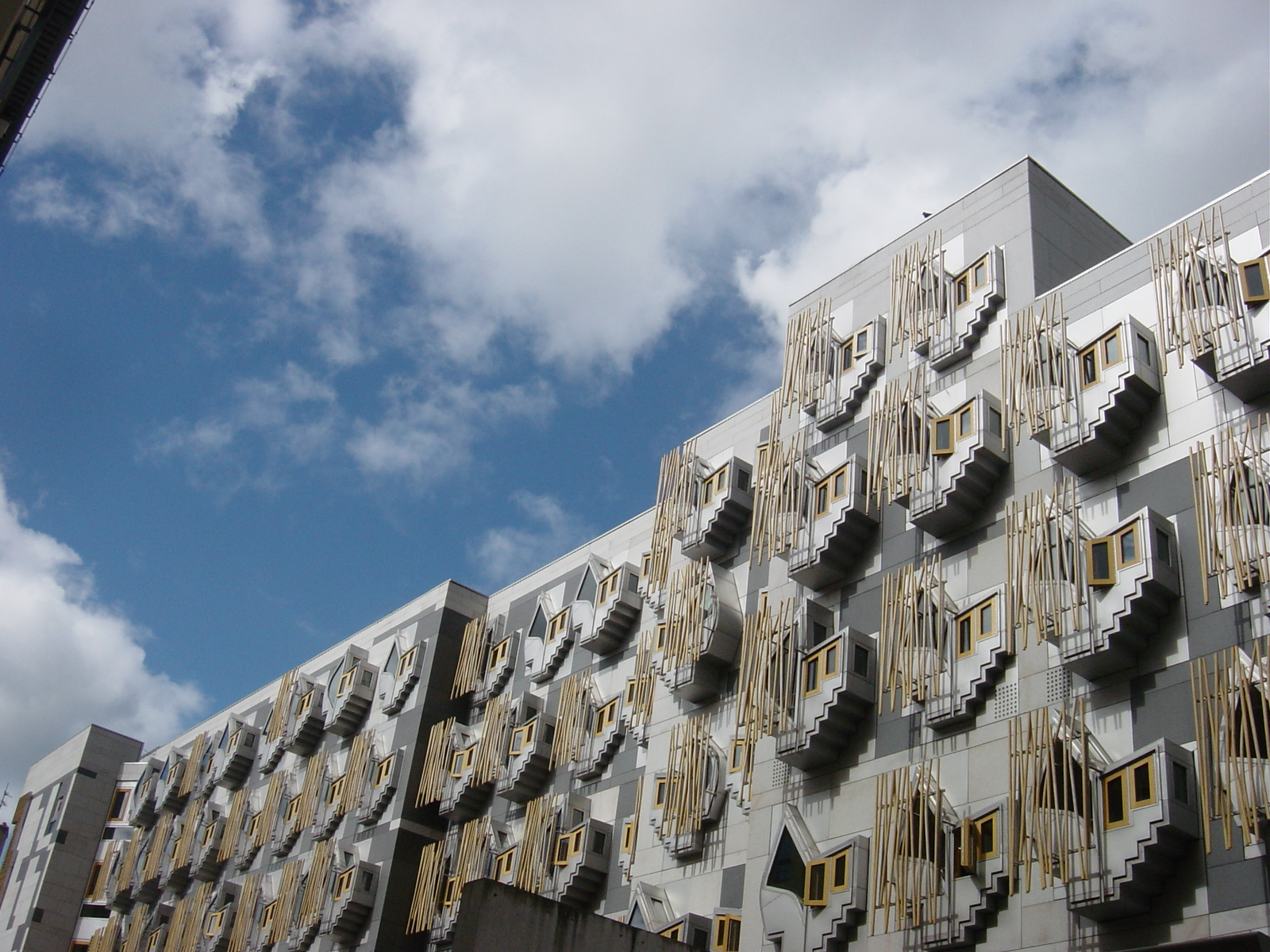
Les inconfusibles finestres de l'edifici MSP.
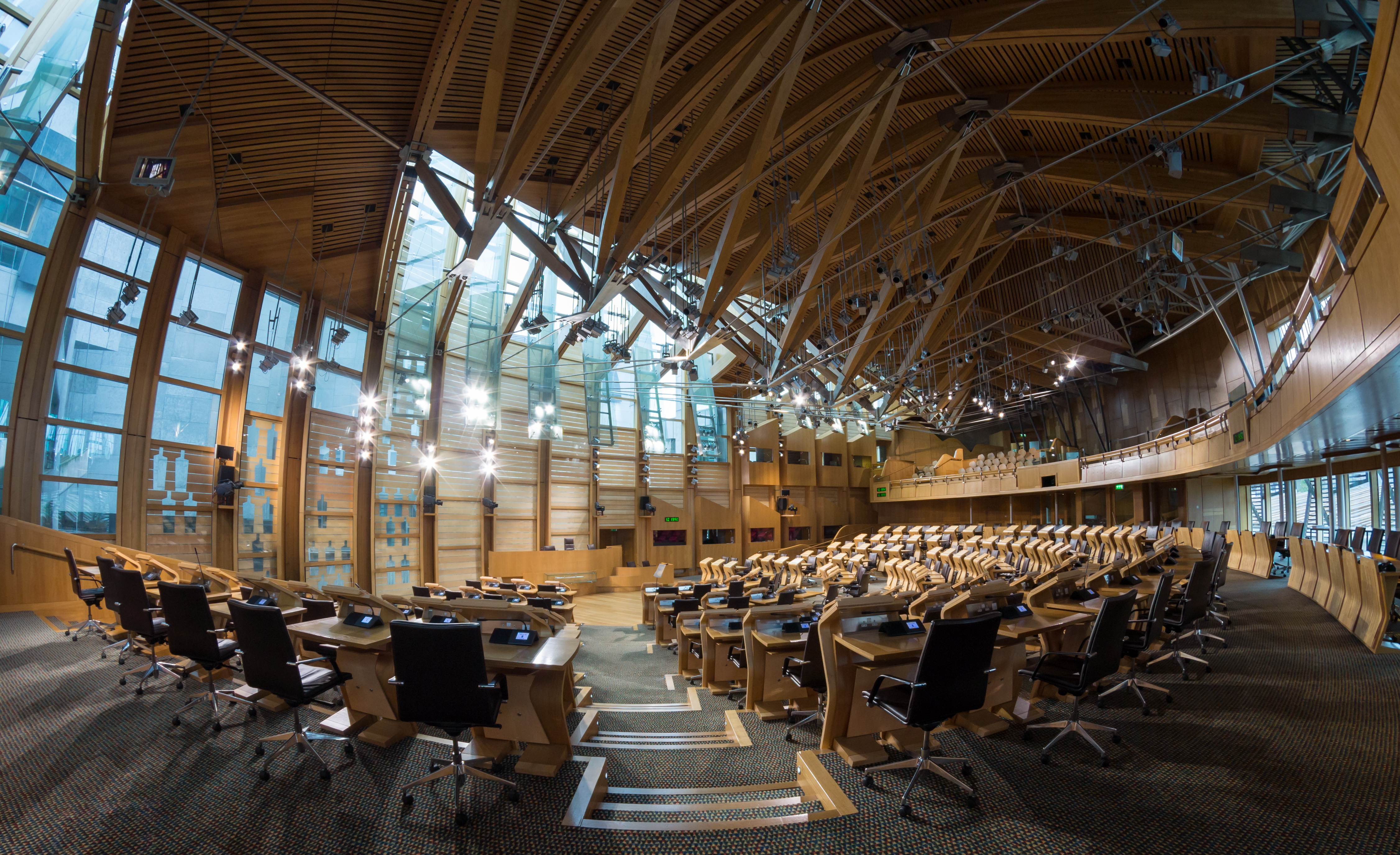
Cámara del Parlament d'Escòcia.